# Резня в Сафре
Резня в Сафре (араб. مجزرة الصفرا‎) — вооружённый конфликт между ливанскими правохристианскими организациями в ходе гражданской войны. Боестолкновение фалангистской Катаиб и Национал-либеральной партии 7 июля 1980 закончилось победой фалангистских боевиков и расправой над национал-либералами. Результатом стал роспуск национал-либеральной Милиции Тигров и консолидация правохристианских вооружённых сил под командованием Башира Жмайеля.

## Контекст
С 1975 года в Ливане шла гражданская война между правохристианскими и «левомусульманскими» силами. Правохристианский блок был консолидирован в коалицию Ливанский фронт с военным крылом Ливанские силы. Основными участниками Ливанского фронта являлись партия Катаиб (Ливанская фаланга, клан Жмайель), Национал-либеральная партия (НЛП, клан Шамун), движение Стражи кедров, движение Марада (клан Франжье), организация Танзим, Ливанское молодёжное движение (ЛМД).
В правохристианском блоке проявлялись серьёзные внутренние противоречия идеологического, политического, межкланового и межличностного характера. Фалангистская партия Катаиб придерживалась праворадикальной популистской идеологии. На правах старейшей, самой многочисленной и наиболее сильной в военном отношении организации Катаиб претендовала на руководство всем правохристианским лагерем. Эта программа получила название «единство винтовки». Председателем партии являлся Пьер Жмайель, вооружёнными формированиями фалангистов и «Ливанских сил» командовал его сын Башир Жмайель.
Такие притязания вызывали недовольство более консервативных участников Ливанского фронта. Конфликт Катаиб с движением «Марада» вылился в Эденскую резню и убийство Тони Франжье-младшего с женой и дочерью. После этого усилилась конкуренция фалангистов с национал-либералами.

## Противоречия
В отличие от «Марады», Национал-либеральная партия не была связана с сирийским режимом Хафеза Асада. Однако НЛП отстаивала позиции «старой аристократии времён французского мандата», и это создавало социально-политический конфликт с более популистской Катаиб. Фалангистских политических лидеров и полевых командиров не устраивала организационная самостоятельность военизированного крыла НЛП — Милиции Тигров. Башир Жмайель стремился объединить под своим командованием все правохристианские силы.
В конфликте имелась и экономическая сторона. НЛП и «Милиция Тигров» контролировали пять портов на севере Ливана. Через эти порты осуществлялись поставки оружия и коммерческих товарных партий (по некоторых данным, также контрабанда гашиша), доход с реализации которых поступал в распоряжение НЛП. Фалангистское командование стремилось установить над портами собственный контроль.
К середине 1980 года отношения между Катаиб и НЛП предельно обострились. Командующий «Милицией Тигров» Дани Шамун — сын лидера НЛП Камиля Шамуна — говорил о братстве между фалангистами и национал-либералами, но эти заверения воспринимались как словесные манёвры. В Горном Ливане происходили вооружённые столкновения между фалангистами и «тиграми». Крупный бой имел место 4 июля 1980 года в Матне, погибли 16 человек.
Башир Жмайель принял решение о ликвидации «Милиции Тигров». При этом учитывалось, что Камиль Шамун-старший был недоволен чрезмерной самостоятельностью сына и не возражал против силовой акции в отношении подчинённых Дани Шамуну формирований. План Операции «Сафра» разработал Фуад Абу Надер. Полевое командование было поручено известному своей жестокостью Ильясу Хобейке.

## Бой и расправа
Штаб-квартира «Милиции Тигров» располагалась в селении Сафра близ Бейрута. Первоначально атака была назначена на 4 часа утра, но перенесена на шесть часов позднее. Это было сделано для того, чтобы дать возможность Дани Шамуну покинуть обречённое место. Башир Жмайель не хотел повторения ситуации с убийством Тони Франжье, когда между отцами — Сулейманом Франжье и Пьером Жмайелем — возникла непримиримая вражда.
Атака фалангистов началась 7 июля 1980 в 10 часов утра. Силы нападавших более чем вдвое превосходили обороняющихся (около 1200 человек против примерно 500, не все из которых были вооружены). В течение нескольких часов все объекты и тяжёлое вооружение были захвачены фалангистами, дом Дани Шамуна сожжён. Пленных «тигров» расстреливали, трупы бросали на пляжах и возле прибрежных отелей.
Точное количество убитых не подсчитано, но обычно называется цифра примерно в 200 человек. Большинство из них были гражданскими лицами — членами НЛП или жителями данной местности. Боевиков «Милиции Тигров» погибло, по разным данным от 40 до 80 (обычно даётся максимальная цифра).

## Последствия
Камиль Шамун-старший в полной мере осознал соотношение сил и бесперспективность противостояния с Катаиб. Сохранение жизни Дани Шамуну позволило найти компромисс. Камиль Шамун приказал распустить «Милицию Тигров». Оставшиеся боевики поступили в распоряжение Башира Жмайеля в составе «Ливанских сил». Башир Жмайель получил контроль над несколькими северными портами. Взамен НЛП сохранилась как политическая партия.
Дани Шамун бежал в контролируeмый мусульманами Западный Бейрут и на несколько лет ушёл из ливанской политики.
Башир Жмайель установил своё единоличное военно-политическое руководство в правохристианском лагере и сохранял его вплоть до гибели в сентябре 1982 года.
Резня в Сафре создала постоянную напряжённость и настороженность в отношениях между Национал-либеральной партией и партией Катаиб. Национал-либералы считают события 7 июля 1980 года военным преступлением фалангистов, но подчёркивают мудрость Камиля Шамуна, отказавшегося от продолжения кровопролития. НЛП инициировала установку в Сафре мемориального знака с именами 93 погибших. В Катаиб считают совершённое вынужденной мерой со стороны Башира Жмайеля. Сами Жмайель, председатель современной Катаиб, отказался приносить извинения за резню в Сафре.
По аналогии с Ночью длинных ножей резня в Сафре иногда именуется День длинных ножей — особенно в израильских источниках.